# Tó Leal
António Miguel Louro Leal (Amadora, 8 de março 1960), também conhecido por Tó Leal, é um músico  e encenador português, fez os seus estudos na Academia de Música, na UAB e na Musik Universitea de Gotenborg - Suécia.

## Biografia
Em 1975 começa como vocalista dos Beatnicks. Sai do grupo em 1982. Em 1987 grava o single "Ama-me Com Feeling" em colaboração com Luís Pedro Fonseca, compositor e produtor ligado ao início da carreira de Lena d'Água.
Em 1988 foi um dos concorrentes ao Prémio Nacional de Música com "Por Te Querer Assim". Participa no Festival RTP da Canção com "Encontro Imediato", uma das cinco composições encomendadas pela RTP. Foi cantor residente do programa "Regresso ao passado" de Júlio Isidro. Exerce nesse período intensa actividade na área da publicidade. Foi director musical das peças "Festa na Floresta", "Loja de Brinquedos" e do programa de televisão "Sábado à noite".
Em 1991 concorre com o duo T+Gus ao Festival RTP da Canção. Participa nas eliminatórias do Festival RTP da Canção de 1993 com "Momentos".
O álbum "Aqui Já Não Dá" é lançado pela editora Ovação. Em Fevereiro de 1994 participou no XXXV Festival Internacional da Canção de Viña del Mar (Chile) com o tema "Sabor de Mar" (letra de Viriato Teles e música de Eduardo Paes Mamede).
Recebeu o prémio de homenagem da SPA aos músicos pioneiros de pop-rock português pela banda Beatnicks. 
Em 1995 inicia a colaboração com Filipe La Feria sendo compositor e director vocal de "Marlowe" (1996), "Pierrot e Arlequim", "A Menina do Mar" e "Alice no País das Maravilhas" e director vocal e assistente de encenação de outros espectáculos de La Feria. 
Os álbuns "O Mundo É Todo Aqui" e "Segredos" são lançados pela Movieplay. Participa nas finais do Festival RTP da Canção de 1996, com "Eu, Mesmo", e de 1999, com "Sete Anos, Sete Dias" (letra de José Fanha e música de Eduardo Paes Mamede).
Desenvolveu ainda atividade profissional como produtor musical para as editoras Movieplay e Vidisco, onde acompanhou a produção discográfica e o lançamento de várias bandas, como os Mercuriocromos.
Forma o grupo Veludo conjuntamente com o actor Carlos Paulo e com o guitarrista Carlos Pires. Lançam o álbum "Caos da Estalagem da Borboleta" em 2000.
Foi Assistente de encenação e tradutor de "Jesus Cristo Superstar" e Assistente de encenação de "Um violino no Telhado", "Piaf" etc...
Em 2001 foi Director Musical da peça "A Loja dos Brinquedos". Em 2007 foi mentor e compositor do projecto "AR"
Desde 2009 trabalha como encenador no Conservatório de Música e Artes do Dão dos espectáculos "Um sonho Musical" (2009), "A História Completa do Mundo" (2010), "Bugsy Malone (2011) e "Oliver Twist" (2013). 
Com Sandra Leal foi Co-Autor, Director artístico e Encenador de "Contracanto" para a Fundação Lapa do Lobo e de "As músicas que os vinhos Dão" 2014, 2015 e 2016, 2017 e 2018 para a Câmara Municipal de Nelas.
Em 2014 encenou "Grease"  funda a Contracanto Associação Cultural (escola de artes) na aldeia da Lapa do Lobo e encena o Musical "Jesus Cristo Superstar" .
Encenou para a Contracanto Associação Cultural:  "FAME"; "Um conto de Natal"; "Frankenstein Junior" de Mel Brooks e "Contracanto - Do outro lado do mar".
"Aristides - O Musical" um original de Sandra Leal com musica de António Leal e de Simon Wadsworth , "Les Miserables - School edition", "Nem tudo o tempo levou" um original de Sandra Leal com musica de António Leal e Simon Wadsworth e "Um violinista no telhado".
Em 2016 vence o prémio de melhor stand publico na BTL (bolsa de turismo de Lisboa) com a apresentação de um quadro cénico dedicado a Aristides de Sousa Mendes no espaço da Câmara Municipal de Carregal do Sal.
Presidente e diretor artístico da CONTRACANTO  Associação Cultural, Escola de artes da Lapa do Lobo - Nelas - Viseu. desde a sua fundação.

## Discografia
- Somos o mar/Jardim Terra (Single- Beatnicks)
- Blue Jeans/Magia (Single- Beatnicks)
- Aspectos humanos (LP- Beatnicks)
- Ama-me Com Feeling/Minha Loucura (Single, CBS, 1987)
- Por Te Querer Assim/Outro Lugar (Single, MBP, 1988)
- Céu Claro/Noite e Dia (Single, MBP, 1988)
- Aqui Já Não Dá (CD, Ovação, 1992)
- O Mundo É Todo Aqui (CD, Movieplay, 1994)
- Segredos (CD, Movieplay, 1994)
- AR (2009)
- 2017 Aristides - O musical (parceria com Simon Wadsworth.)